# Montrose (Virgínia de l'Oest)
Montrose és una població dels Estats Units a l'estat de Virgínia de l'Oest. Segons el cens del 2000 tenia 156 habitants.

## Demografia
Segons el cens del 2000, Montrose tenia 156 habitants, 60 habitatges, i 45 famílies. La densitat de població era de 94,1 habitants per km².
Dels 60 habitatges en un 38,3% hi vivien nens de menys de 18 anys, en un 71,7% hi vivien parelles casades, en un 0% dones solteres, i en un 25% no eren unitats familiars. En el 21,7% dels habitatges hi vivien persones soles el 8,3% de les quals corresponia a persones de 65 anys o més que vivien soles. El nombre mitjà de persones vivint en cada habitatge era de 2,6 i el nombre mitjà de persones que vivien en cada família era de 3,07.
Per edats la població es repartia de la següent manera: un 27,6% tenia menys de 18 anys, un 5,8% entre 18 i 24, un 34,6% entre 25 i 44, un 19,9% de 45 a 60 i un 12,2% 65 anys o més.
L'edat mediana era de 36 anys. Per cada 100 dones de 18 o més anys hi havia 113,2 homes.
La renda mediana per habitatge era de 33.571 $ i la renda mediana per família de 34.464 $. Els homes tenien una renda mediana de 33.125 $ mentre que les dones 16.250 $. La renda per capita de la població era de 16.121 $. Entorn del 2,3% de les famílies i el 4% de la població estaven per davall del llindar de pobresa.

## Poblacions més properes
El següent diagrama mostra les poblacions més properes.